# كأس الأمير 1996–97
أقيمت بطولة كأس الأمير الخامسة والثلاثون في موسم 1996/1997، وشارك في تلك البطولة جميع الفرق.

## الفرق المشاركة
- نادي الصليبيخات
- نادي النصر الكويتي
- نادي القادسية الكويتي
- نادي اليرموك
- نادي السالمية
- نادي الشباب الكويتي
- نادي التضامن الكويتي
- نادي الفحيحيل
- نادي الجهراء
- نادي الكويت
- نادي الساحل الكويتي
- نادي خيطان
- نادي العربي الكويتي
- نادي كاظمة

## الدور التمهيدي
- نادي الصليبيخات × نادي النصر الكويتي (2:3)
- نادي القادسية الكويتي × نادي اليرموك (0:3)
- نادي السالمية × نادي الشباب الكويتي (2:3)
- نادي التضامن الكويتي × نادي الفحيحيل (2:4)
- نادي الجهراء × نادي الكويت (1:4)
- نادي الساحل الكويتي × نادي خيطان (0:3)

## الدور الربع نهائي
- نادي كاظمة × نادي الصليبيخات (0:4)
- نادي السالمية × نادي الجهراء (0:2)
- نادي القادسية الكويتي × نادي العربي الكويتي (1:2)
- نادي التضامن الكويتي × نادي الساحل الكويتي (3:6)

## الدور النصف نهائي
- نادي كاظمة × نادي السالمية (0:1)
- نادي القادسية الكويتي × نادي التضامن الكويتي (0:1)

## مباراة تحديد المركزين الثالث والرابع
- نادي السالمية × نادي التضامن الكويتي (1:5)

## النهائي
- نادي كاظمة × نادي القادسية الكويتي (0:2)

سجل هدفي كاظمة :
- كارلوس برانكو
- نهار السعيدي

## هداف البطولة
- علي مروي (السالمية) 5 أهداف.